# 敬敏皇貴妃
敬敏皇貴妃（けいびんこうきひ、? - 1699年）は、清の康熙帝の側室。満洲鑲黄旗の出身。姓はジャンギャ（章佳）氏（Janggiya hala）。

## 経歴
参領のハイクワン（海寛）の養女で、ショセ（碩色）の娘にあたる。康熙帝の後宮に入り、子女を3人産んだが、康熙38年（1699年）に亡くなった。「敏」と諡されて、景陵の妃園寝に葬られた。
敏妃の息子の胤祥は、皇位継承争いで雍正帝の擁立に貢献した。雍正帝が即位すると、胤祥に対する褒賞として、敏妃は「敬敏皇貴妃」と加諡され、景陵に附葬された。

## 子女
- 胤祥（怡親王）
- 和碩温恪公主
- 和碩敦恪公主

## 伝記資料
- 『章佳氏族譜』
- 『清聖祖実録』
- 『清史稿』